# Евровизија поново
Евровизија поново, обично стилизована као #EurovisionAgain, била је иницијатива која је трајала од 21. марта 2020. до 20. новембра 2021. за поновно емитовање претходног финала Песме Евровизије на YouTube-у. Првобитно осмишљен од стране новинара Роба Холија, на крају је постао заједнички напор фанова Евровизије, Европске радиодифузне уније (EBU) и њених емитера чланица.

## Историја
Након што је чуо за отказивање такмичења за Песму Евровизије 2020. због пандемије COVID-19, новинар Роб Холи покренуо је иницијативу за гледање претходног такмичења на Јутјубу сваке недеље као замена, дајући му на крају наслов EurovisionAgain. Иницијатива је брзо постала популарна, па је и сам EBU одлучио да учествује. Сваке суботе (која је померена на трећу суботу у месецу почевши од 18. јула 2020.) у 21:00 ЦЕСТ, Јутјуб канал Евровизије би поново емитовао финале претходног такмичења, што је тим  EurovisionAgain открио 15 минута пре почетка. Такмичења пре 2004. била су доступна ограничено време.
Иницијатива је генерално прихваћена као добродошла за фанове Евровизије током карантина због пандемије COVID-19. На Твитеру, #EurovisionAgain је редовно постајала тема у тренду и добијала позитивне реакције од претходних учесника. Као део иницијативе, Холи је прикупио преко 24.700 фунти за ЛГБТК+ добротворне организације са седиштем у Великој Британији. Сезона 2020. завршена је специјалним издањем, где је 26 најпопуларнијих песама које се нису квалификовале за финале, по једна из сваке земље, изабраних преко званичних друштвених мрежа Евровизије, стримовано и стављено на гласање фанова. Исланд на такмичењу за Песму Евровизије 2016.  "Hear Them Calling" Грјете Салоуме освојио је гласове обожаватеља.
Друга година емитовања почела је 19. јуна 2021. репризом такмичења најстаријег издања које је представљено као део иницијативе, а завршена је 20. новембра репризом такмичење 2004. За разлику од садржаја приказаних 2020. године, емисије пре 2004. биле су доступне током читавог месеца, а не једне недеље. Ова сезона је такође укључивала специјално емитовање тестних трака Телевизије високе резолуције са такмочење 2006 contest.
У августу 2021. EBU је изјавио да планира да емитује „што више финала можемо у наредних неколико година“ кроз иницијативу. Упркос томе, није било даљих ажурирања о томе да ли ће се иницијатива вратити након 2021. године, а у августу 2022. Твитер налог EurovisionAgain променио је своју биографску линију у #EurovisionAgain – синхронизовано гледање класичних такмичења за Песму Евровизије током блокаде 2020/21., што имплицира да је иницијатива закључена.

### Доступност
Иницијатива је наишла на добар пријем од стране фанова јер је омогућила гледаоцима да искусе старија финала Евровизије, а такође је омогућила фановима приступ квалитетнијим копијама старијих финала од онога што је раније било доступно. Због уговора о ауторским правима, EBU има власништво само над такмичењима која су емитована од 2004. године, а појединачни емитери домаћини поседују права на она пре тога. Велика већина постојећих финала, посебно оних у претходној половини историје такмичења, раније је била доступна само као видео снимци, често са генерацијским губицима, посебно оних из 1950-их и 60-их.

## Формат
Свако поновљено финале се емитује као премијера на званичном Јутјуб каналу такмичења за Песму Евровизије, а фанови се охрабрују да гласају за своје фаворите током паузе. Када се емитовање заврши, финале остаје на Јутјуб-у месец дана, , а резултати гласања обожавалаца се објављују преко Твитера. Одабир сваког емитовања чува се у тајности до 15 минута пре почетка емитовања, уз разне наговештаје и трагове који се објављују на Твитер налогу EurovisionAgain у данима и сатима пре. За већину финалних реприза, претходни победник, учесник, презентер или продуцент изабране године унапред снима увод који ће бити постављен заједно са откривањем које године се емитује. За сезону 2021. емитовања су такође укључивала модерне ре-имагинације семафора такмичења из 20. века које су направили навијачи, користећи 3Д анимацију у графичком стилу оригиналних семафора.

## Rebroadcast такмичења
Двадесет шест од претходних финала такмичења је емитовано у оквиру EurovisionAgain уз два додатна специјална преноса.
| Сезона                 | Датум               | Година која се емитује                | Град домаћин | Победник гласова фанова   | Оригинални резултат             |
| ---------------------- | ------------------- | ------------------------------------- | ------------ | ------------------------- | ------------------------------- |
| сезона 2020. (недељно) | 21. март 2020.      | 2013                                  | Malmö        | Нема гласања              | Нема гласања                    |
| сезона 2020. (недељно) | 28. март 2020.      | 2006                                  | Athens       | "Invincible"              | 5. од 24                        |
| сезона 2020. (недељно) | 4. април 2020.      | 2009                                  | Moscow       | "Fairytale"               | Победник (од 25)                |
| сезона 2020. (недељно) | 11. април 2020.     | 2015                                  | Vienna       | "Heroes"                  | Победник (од 27)                |
| сезона 2020. (недељно) | 18. април 2020.     | 1997                                  | Dublin       | "Love Shine a Light"      | Победник (од 25)                |
| сезона 2020. (недељно) | 26. април 2020.     | 2007                                  | Helsinki     | "Dancing Lasha Tumbai"    | Другопласирани (од 24)          |
| сезона 2020. (недељно) | 2. мај 2020.        | 2016                                  | Stockholm    | "Sound of Silence"        | Другопласирани (од 26)          |
| сезона 2020. (недељно) | 9. мај 2020.        | 1998                                  | Birmingham   | "Diva"                    | Победник (од 25)                |
| сезона 2020. (недељно) | 17. мај 2020.       | 1974                                  | Brighton     | "Waterloo"                | Победник (од 18)                |
| сезона 2020. (недељно) | 23. мај 2020.       | 2003                                  | Riga         | "Everyway That I Can"     | Победник (од 26)                |
| сезона 2020. (недељно) | 30. мај 2020.       | 1991                                  | Rome         | "Fångad av en stormvind"  | Победник (од 22)                |
| сезона 2020. (недељно) | 6. јун 2020.        | 2018                                  | Lisbon       | "Fuego"                   | Другопласирани (од 26)          |
| сезона 2020. (недељно) | 13. јун 2020.       | 1988                                  | Dublin       | "Ne partez pas sans moi"  | Победник (од 21)                |
| сезона 2020. (недељно) | 20. јун 2020.       | 2008                                  | Belgrade     | "Shady Lady"              | Другопласирани (од 25)          |
| сезона 2020. (недељно) | 27. јун 2020.       | 2014                                  | Copenhagen   | "Rise Like a Phoenix"     | Победник (од 26)                |
| сезона 2020. (месечно) | 18. јун 2020.       | 1999                                  | Jerusalem    | "Take Me to Your Heaven"  | Победник (од 23)                |
| сезона 2020. (месечно) | 15. август 2020.    | 1985                                  | Gothenburg   | "La det swinge"           | Победник (од 19)                |
| сезона 2020. (месечно) | 19. септембар 2020. | 2005                                  | Kyiv         | "My Number One"           | Победник (од 24)                |
| сезона 2020. (месечно) | 17. октобар 2020.   | 1976                                  | The Hague    | "Save Your Kisses for Me" | Победник (од 18)                |
| сезона 2020. (месечно) | 21. новембар 2020.  | 1990                                  | Zagreb       | "Hajde da ludujemo"       | 7. од 22                        |
| сезона 2020. (месечно) | 19. децембар 2020.  | Специјал полуфинала (неквалификаната) | Various      | "Hear Them Calling"       | 14. (Semi-final 1, 2016)        |
| сезона 2021. (месечно) | 19. јун 2021.       | 1969                                  | Мадрид       | "Vivo cantando"           | Победник (у изједначењу; од 16) |
| сезона 2021. (месечно) | 17. јул 2021.       | 1980                                  | The Hague    | "What's Another Year"     | Победник (од 19)                |
| сезона 2021. (месечно) | 31. јул 2021.       | 2006 (HD реемитовање)                 | Athens       | Нема гласања              | Нема гласања                    |
| сезона 2021. (месечно) | 21. август 2021.    | 1992                                  | Malmö        | "Rapsodia"                | 4. од 23                        |
| сезона 2021. (месечно) | 18. септембар 2021. | 1968                                  | London       | "La, la, la"              | Победник (од 17)                |
| сезона 2021. (месечно) | 16. октобар 2021.   | 2012                                  | Baku         | "Euphoria"                | Победник (од 26)                |
| сезона 2021. (месечно) | 20. новембар 2021.  | 2004                                  | Istanbul     | "Wild Dances"             | Победник (од 24)                |

## Споаљшње везе
- Eurovision Again: Why fans of the song contest get together every Saturday
- How does #EurovisionAgain work?